# Кейні (Оклахома)
Кейні (англ. Caney) — місто (англ. town) в США, в окрузі Атока штату Оклахома. Населення — 185 осіб (2020).

## Географія
Кейні розташоване за координатами 34°14′8″ пн. ш. 96°13′1″ зх. д. / 34.23556° пн. ш. 96.21694° зх. д. (34.235582, -96.217010).  За даними Бюро перепису населення США в 2010 році місто мало площу 2,09 км², уся площа — суходіл.

## Демографія
Згідно з переписом 2010 року, у місті мешкало 205 осіб у 79 домогосподарствах у складі 51 родини. Густота населення становила 98 осіб/км².  Було 88 помешкань (42/км²).
Расовий склад населення:
| - 74,6 % — білих - 10,7 % — корінних американців - 0,5 % — азіатів - 1,5 % — осіб інших рас |

До двох чи більше рас належало 12,7 %. Частка іспаномовних становила 0,0 % від усіх жителів.
За віковим діапазоном населення розподілялося таким чином: 31,7 % — особи молодші 18 років, 56,1 % — особи у віці 18—64 років, 12,2 % — особи у віці 65 років та старші. Медіана віку мешканця становила 31,5 року. На 100 осіб жіночої статі у місті припадало 76,7 чоловіків;  на 100 жінок у віці від 18 років та старших — 81,8 чоловіків також старших 18 років.
Середній дохід на одне домашнє господарство  становив 45 354 долари США (медіана — 33 438), а середній дохід на одну сім'ю — 47 727 доларів (медіана — 33 125). За межею бідності перебувало 20,3 % осіб, у тому числі 31,1 % дітей у віці до 18 років та 9,4 % осіб у віці 65 років та старших.
Цивільне працевлаштоване населення становило 77 осіб. Основні галузі зайнятості: освіта, охорона здоров'я та соціальна допомога — 19,5 %, роздрібна торгівля — 16,9 %, мистецтво, розваги та відпочинок — 15,6 %.